# جوزيبي كارون
جوزيبي كارون (بالإيطالية: Giuseppe Caron)‏ هو سياسي إيطالي، ولد في 24 فبراير 1904 في تريفيزو في إيطاليا، وتوفي بنفس المكان في 3 مارس 1998. حزبياً، نشط في الحزب الديمقراطي المسيحي الإيطالي. وقد انتخب عضو مجلس الشيوخ الإيطالي (18 أبريل 1948 – ) وانتخب Minister of Budget ‏ (5 أغسطس 1969 – 26 مارس 1970) وانتخب عضو في البرلمان الأوروبي.

## روابط خارجية
- جوزيبي كارون على موقع مونزينجر (الألمانية)